# Liceu de Calcutá
O Liceu de Calcutá foi a primeira academia de arte importante a ser fundada na Índia, seguindo o modelo das academias européias. Surgiu no início do século XIX, oferecendo palestras teóricas, aulas práticas e organizando exposições, sendo dedicada às artes e ciências. O Liceu foi a inspiração para o surgimento de várias outras academias na Índia ao longo do século, que disseminaram o Academismo e serviram como instrumento de domínio cultural britânico sobre a colônia.